# Емоційне вигорання
Синдро́м емоці́йного вигорання (англ. burnout) — емоційне виснаження, що зростає з часом. Поняття введене американським психіатром Гербертом Фрейденбергером в 1974 році. Він описав феномен, що спостерігав у себе і своїх колег (виснаження, втрата мотивації і відповідальності) і назвав його метафорою «вигорання». Ним позначається психічний стан людей, що інтенсивно і тісно спілкуються з іншими. Ф. Е. В. – це особливий психічний стан здорових людей, що знаходяться в інтенсивному спілкуванні з клієнтами, пацієнтами, в емоційно навантаженій атмосфері при наданні професійної допомоги. Ф. Е. В. характеризується виникненням відчуттів емоційної спустошеності та втоми, викликаних провідною діяльністю людини, і поєднує в собі емоційну спустошеність, деперсоналізацію і редукцію професійних досягнень.
Соціальний психолог Христина Маслач визначила (1982 р.) це поняття як «синдром фізичного і емоційного виснаження», що включає розвиток негативної самооцінки, негативного ставлення до праці, втрату розуміння і 2 співчуття стосовно клієнтів і пацієнтів. Розвиток цього синдрому характерний для альтруїстичних професій, де домінує турбота про людей (соціальні працівники, лікарі, медичні сестри, учителі та ін.). Ознаками синдрому емоційного вигорання є хронічна втома, порушення пам’яті й уваги, порушення сну з важким засинанням і раннім пробудженням, зниження працездатності, особистісні зміни. При цьому розвиваються тривожні, депресивні розлади. Поширення синдрому емоційного вигорання поступово набуває все більших масштабів, що зумовлює ріст інтересу до цього науковців з різних галузей, а зокрема: психологів, педагогів, філософів, медиків та ін.

## Класифікація заМКХ-11
Вигорання включено до 11-го перегляду Міжнародної класифікації хвороб (МКХ-11) як професійне явище. Воно не класифікується як медичний стан, тобто не вважається хворобою.
Згідно з МКХ-11 вигорання – це синдром, що вважають результатом хронічного стресу на робочому місці, з яким не вдалося успішно впоратись.

## Види вигорання
Згідно із МКХ-11, поняття вигорання проявляється саме у професійному контексті, і воно не має застосовуватись для опису досвіду в інших сферах життя.
Проте останнім часом дослідники виділяють також батьківське вигорання, яке є наслідком хронічного дисбалансу ризику та ресурсів у батьківстві.

## Клініка
Найбільш вразлива категорія осіб — ті, чия робота тісно пов'язана з постійним спілкуванням — лікарі, психологи, педагоги, менеджери, робітники соціальних служб, оператори тощо, які працюють у сфері «людина-людина» та ін. Емоційне вигорання виявляється посиленням байдужості до своїх професійних обов'язків та всього, що відбувається на роботі, дегуманізації у формі чимраз більшого негативізму як до пацієнтів або клієнтів, так і до співпрацівників. Людина відчуває власну професійну нездатність, незадоволеність роботою та наслідками праці, деперсоналізацію, а в кінцевому підсумку різко погіршується якість її життя. Надалі, як правило, можуть розвиватись невротичні розлади й психосоматичні захворювання.

## Фактори розвитку
Розвиток даного стану зумовлює робота в одному й напруженому ритмі, з великим емоційним навантаженням та з важким контингентом, відсутність розмежування роботи й особистого життя, що особливо актуально під час віддаленої роботи. Разом з цим розвиткові синдрому сприяє відсутність належної винагороди (в тому числі не тільки матеріальної, але й психологічної похвали) за виконану роботу, що змушує людину думати, ніби її робота не має жодної цінності для суспільства.
Фрейденбергер вказував, що подібний стан розвивається у схильних до співчуття людей, тих, хто ідеалістично ставиться до роботи, і разом з тим у неврівноважених, які схильні до мрійництва і які мають нав'язливі ідеї. У цьому випадку синдром емоційного вигорання може являти собою механізм психологічного захисту у формі часткового, або ж повного вимикання емоцій у відповідь на шкідливі для психіки впливи.

## Діагностика
Для визначення компонентів "емоційного вигорання" можна використовувати методику "Діагностика рівня емоційного вигорання" (В.В. Бойко). Досліджуваним пропонуються надати відповідь на 84 запитання, кожне з яких відповідає одному із провідних симптомів "вигорання", які, в свою чергу, відносяться до одного із 3-хкомпонентів "емоційного вигорання": 1) напруження, 2) резистенція, 3) виснаження. 
Перший компонент - напруження - характеризується відчуттям емоційної виснаженості, втоми, викликаної власною професійною діяльністю і проявляється у такихсимптомах: 1) переживання психотравмуючих обставин - людина сприймає умови роботи та професійні міжособистісні стосунки як психотравмуючі; 2) незадоволеність собою - незадоволеність власною професійною діяльністю і собою як професіоналом; 3) загнаність у кут - відчуття безвихідності ситуації, бажання змінити роботу чи професійну діяльність взагалі; 4) тривога й депресія - розвиток тривожності у професійній діяльності, підвищення нервовості, депресивні настрої. 
Другий компонент - резистенція - характеризується надмірним емоційним виснаженням, що провокує виникнення та розвиток захисних реакцій, які роблять людину емоційно закритою, відстороненою, байдужою, а будь-яке емоційне залучення до професійних справ і комунікацій викликає у людини відчуття надмірної перевтоми, і виявляється у такихсимптомах, як: 1) неадекватне вибіркове емоційне реагування - неконтрольований вплив настрою на професійні стосунки; 2) емоційно-моральна дезорієнтація - розвиток байдужості у професійнихстосунках; 3) розширення сфери економії емоцій - емоційна замкненість, відчуження, бажання припинити будь-які комунікації; 4) редукція професійних обов’язків - згортання професійної діяльності, прагнення якомога менше часу витрачати на виконання професійнихобов’язків. 
Третій компонент - виснаження - характеризується психофізичною перевтомою людини, спустошеністю, нівелюванням власних професійних досягнень, порушенням професійних комунікацій, розвитком цинічного ставлення до тих, з ким доводиться спілкуватися з робочих питань, розвитком психосоматичних порушень і виявляється у такихсимптомах, як: 1) емоційний дефіцит - розвиток емоційної не чуттєвості на тлі перевиснаження, мінімізація емоційного внеску у роботу, автоматизм, спустошення людини при виконанні професійнихобов’язків; 2) емоційне відчуження - створення захисного бар’єру у професійнихкомунікаціях; 3) особистісне відчуження (деперсоналізація) - порушення професійних стосунків, розвиток цинічного ставлення до тих, з ким доводиться спілкуватися при виконанні професійнихобов’язків, та до професійної діяльності взагалі; 4 ) психосоматичні та психовегетативні порушення - погіршення фізичного самопочуття, розвиток таких психосоматичних і психовегетативних порушень, як розлади сну, головний біль, проблеми з артеріальним тиском, шлункові розлади, загострення хронічниххвороб тощо. 
Відповідно до "ключа" рахуються: 1) сума балів окремо для кожного з 12 симптомів "вигорання"; 2) сума показників симптомів для кожної з 3-х фаз формування "вигорання"; 3) підсумковий показник синдрому "емоційного вигорання" – сума показників усіх 12-ти симптомів. За показником виразності кожного симптому визначається фаза сформованості "емоційного вигорання": від 0 до 9 балів - симптом не сформований; від 10 до 15 балів - симптом на стадії формування; від 16 і більше балів - симптом сформовани

## Стратегії подолання Е.В.
Кожна людина може виробити свої індивідуальні стратегії для боротьби із синдромом емоційного вигорання, але варто згадати декілька універсальних правил:
Правило розподілу. Необхідно чітко розділяти професійну діяльність і особисте життя: не брати роботу додому, мати хобі, яке не стосується роботи, спілкуватися з друзями, які не є колегами по роботі. Для цього досить дієвими є різноманітні ритуали. Наприклад ритуал «корпоративного одягу». Коли працівник приходить на роботу він одягає корпоративний одяг, починає спілкуватися з клієнтами є добрим і розуміючим, активним і професійним, але коли робочий день закінчується і працівник знімає робочий одяг, він забуває про всіх своїх клієнтів і займається особистими справами (перестає бути працівником компанії, стає мамою чи татом, дружиною чи чоловіком та ін.).
Правило зміни діяльності. Намагатися чергувати свою професійну діяльність, тобто не тільки спілкуватися з клієнтами, а й займатися різноманітною паперовою роботою, або особистим професійним вдосконаленням: відвідувати тренінги та навчання.
Правило часу. Страх не встигнути, запізнитися, відсутність структури можна подолати за допомогою тайм-менеджменту. Він дозволяє при організації часу враховувати індивідуальні ритми людини, що зводить до мінімуму хронічні перевтоми. Сучасний тайм-менеджмент діє за трьома принципами:
- Індивідуальний підхід — людина сама повинна визначити власний баланс між жорсткою організацією і спонтанністю у своїх діях.
- Мислення спрямоване на ефективність. Якщо ми встановлюємо правила, ми повинні вірити у їх ефективність, а інакше позитивні зміни не можливі.
- Все можна удосконалювати, оскільки резерви ефективності та розвитку невичерпні.

Правило внутрішньої метафори. Дуже велику роль у формуванні синдрому емоційного вигорання відіграють внутрішні установки, те як людина сприймає себе як спеціаліста. Деструктивність девізу «палаю для інших — згораю сам» очевидна. Працівник, який досягнув певного професіонального рівня має уже сформований образ свого професійного «Я». Якщо в процесі роботи виявлено, що цей образ має певні деструктивні елементи, його варто видозмінити, але не знищувати, тому що це може принести шкоду особистості. Внутрішні переконання варто міняти конструктивно, щоб з однієї сторони людина відчувала себе хорошим спеціалістом, який дійсно допомагає людям, а з іншої — була емоційно благополучною, врівноваженою і захищеною від стресу.